# Ercole Strozzi
Ercole Strozzi (Ferrara, 2 settembre 1473 – Ferrara, 6 giugno 1508) è stato un poeta e letterato italiano, figlio di Tito Vespasiano Strozzi, confidente di Lucrezia Borgia alla corte degli Estensi.

## Biografia
Succedette al padre nella carica di giudice dei XII Savi, alla quale peraltro rinunciò dopo pochi mesi. Scrisse, come il padre, eleganti elegie e sonetti in latino, da alcuni giudicate migliori di quelle del padre. I suoi sonetti in volgare sono ispirati alla scuola del Petrarca.  Affetto da una malformazione fisica, camminava zoppicando.

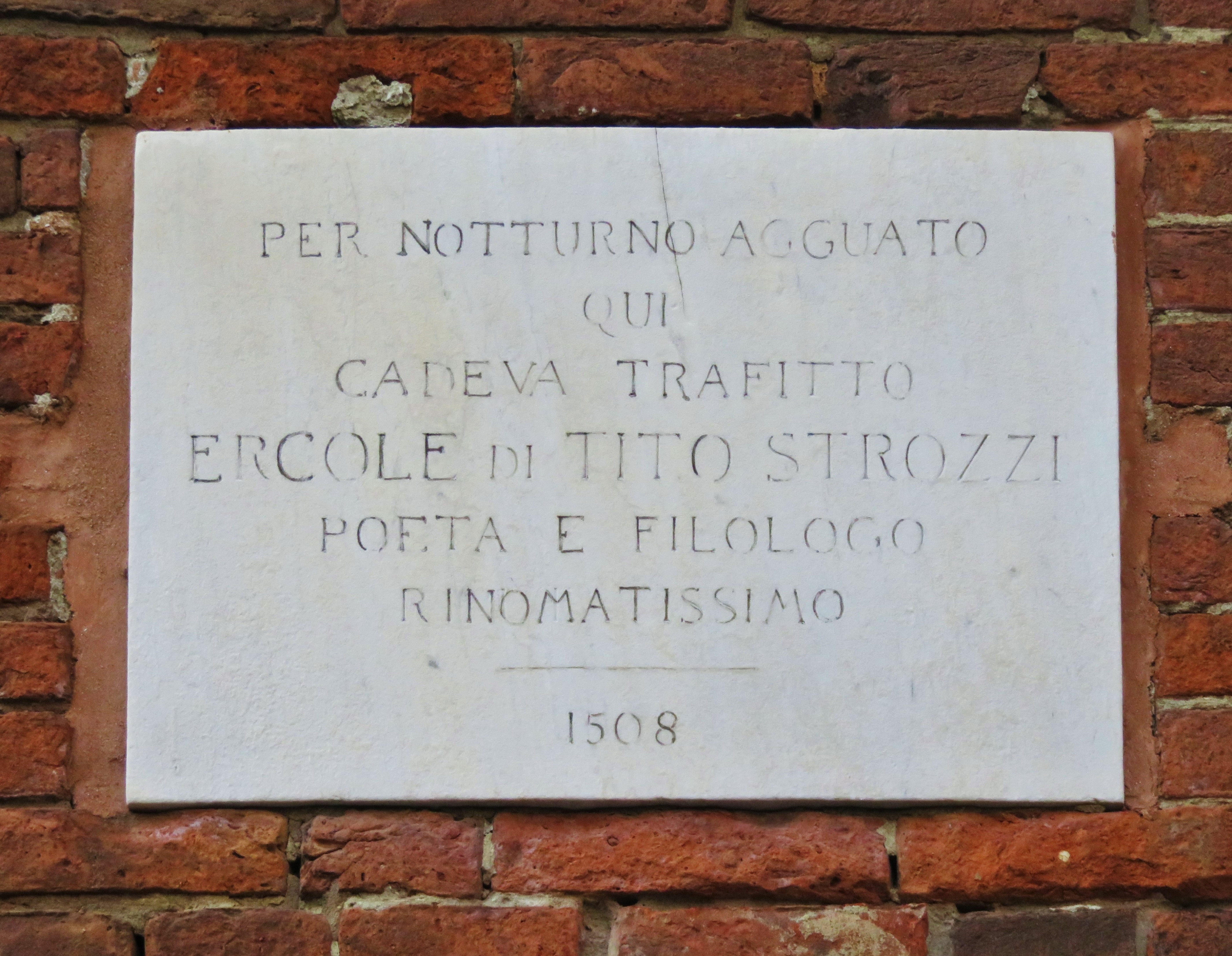
Lapide che ricorda l'assassinio di Ercole Strozzi in via Savonarola a Ferrara

Familiare nella corte degli Este, entrò tra gli uomini di fiducia della duchessa Lucrezia Borgia quando essa sposò Alfonso I d'Este. La sua misteriosa morte, avvenuta per assassinio tramite accoltellamento in una strada di Ferrara la notte del 6 giugno 1508, destò molto scandalo e non fu mai chiarito chi fosse il responsabile né il mandante.
Sicuramente era una figura scomoda per il duca, secondo alcuni perché Alfonso si era invaghito della moglie di Ercole; secondo altri (tra i quali Maria Bellonci, che scrisse una puntuale ricostruzione degli avvenimenti nel suo libro su Lucrezia Borgia) perché Alfonso avrebbe scoperto che Ercole era il messaggero tra sua moglie Lucrezia e Francesco II Gonzaga, tra i quali esisté un amore platonico, ricostruito da alcune, poche, lettere pervenuteci. Altra ipotesi, accreditata ancora dalla Bellonci, è quella di attribuire l’omicidio alla famiglia Bentivoglio (cui apparteneva la moglie Barbara Torelli) per ragioni ereditarie dato che Ercole fu un tenace difensore dei diritti della moglie.È invece un'ipotesi piuttosto fantasiosa il fatto che esistesse una relazione tra Lucrezia ed Ercole stesso.

## Prose della volgar lingua
Personaggio presente nelle prose (1525) di Bembo, ambientato nel 1502 a Venezia. Nel dialogo sostiene la superiorità del Latino al Volgare.

## Discendenza
Lasciò tre figli naturali:
- Giulia (1508-?) (poi legittimata dopo il matrimonio nel giugno 1507 con la poetessa Barbara Torelli)
- Romano
- Cesare.

Le elegie di Ercole Strozzi furono pubblicate assieme ad altri componimenti del padre nel 1513 da Aldo Manuzio, che fu suo maestro.